# Nikolai Anderson

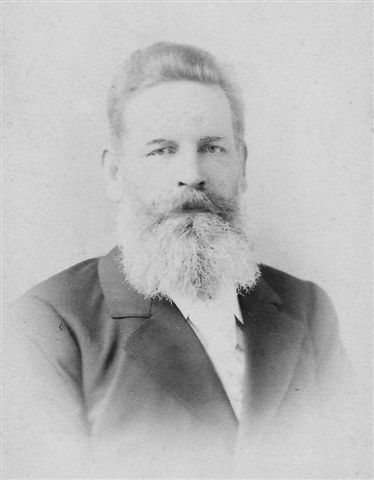
Nikolai Anderson

Nikolai Karl Adolf Anderson (* 24. September 1845 in Kulina, Gouvernement Estland; † 9. März 1905 in Narva) war ein deutschbaltischer Philologe. Sein Spezialgebiet war die Vergleichende Sprachwissenschaft der Finno-ugrischen Sprachen.

## Leben
Anderson wurde im Dorf Kulina bei Wesenberg geboren. Seine Schulbildung erhielt er in Reval, nach deren Abschluss 1865 er sich an der Kaiserlichen Universität Dorpat einschrieb, um Philologie zu studieren. Er war ein Student Leo Meyers, der dort im selben Jahr auf eine Professur für Germanistik und Vergleichende Sprachwissenschaft berufen worden war. Während seines Studiums interessierte Anderson sich auch für Finno-ugrische Sprachen, für die er bald als Experte galt.
Von 1871 arbeitete Anderson als Stundenlehrer am Gymnasium von Dorpat. 1872 trat er eine Stelle als Oberlehrer für Klassische Sprachen am Gymnasium von Minsk (heuteBelarus) an, wo er in seiner Freizeit die Studien der Finno-ugrischen Sprachen fortführte. Zwei Jahre später (1874) heiratete Anderson. Seine drei aus dieser Ehe hervorgegangenen Söhne Wilhelm Anderson (1880–1940), Walter Anderson (1885–1962) und Oskar Anderson (1887–1960), traten alle eine akademische Laufbahn an.
Die Ergebnisse seiner Forschung, die Finno-ugrische und Indogermanische Sprachen verglich, reichte Nikolai Anderson 1876 bei der Universität Dorpat ein, von der ihm daraufhin der Kandidatengrad in Vergleichender Philologie verliehen wurde. Obwohl immer noch als Lehrer in Minsk beschäftigt, führte Anderson seine Forschungsarbeit fort und erlangte im Jahr 1891 den Magistergrad in Vergleichender Sprachwissenschaft. Ein Jahr zuvor, im Jahr 1890, war er korrespondierendes Mitglied der Finnisch-Ugrischen Gesellschaft und außerordentliches Mitglied der Kaiserlichen Russischen Geographischen Gesellschaft geworden. Andersons Mentor Leo Meyer nominierte ihn 1892 für die Ehrenmitgliedschaft in der Gelehrten Estnischen Gesellschaft, die Nikolai Anderson noch im selben Jahr gewährt wurde.
Im Januar des Jahres 1894 erhielt Anderson zur Nachfolge von Mihkel Veske von der Kasaner Universität (Russland) den Ruf auf eine Professur für Finno-ugrische Sprachen, dem er folgte, da ihm dies erlaubte, eine akademische Laufbahn einzuschlagen, die ihm mehr Zeit für seine Forschungsarbeiten ließ. Im folgenden Jahr (1895) wurde er korrespondierendes Mitglied der Finnischen Literaturgesellschaft.
1898 erkrankte Anderson an einem nervösen Leiden und verbrachte mehrere Monate im Krankenhaus in Dorpat. 1904 erlitt er einen Rückfall und wurde wiederum stationär behandelt. Als sich sein Zustand Anfang 1905 verbesserte, reiste er zur Erholung zu seiner Schwester nach Narva, wo er an Pleuritis erkrankte und kurz darauf starb.

## Werke (Auswahl)
Andersons Forschung beschränkte sich nicht nur auf das Vergleichen der unterschiedlichen Finno-ugrische Sprachen. Er war auch einer der ersten Vertreter der Theorie einer genetischen Verwandtschaft zwischen den Finno-ugrischen und Indogermanischen Sprachfamilien.
- Nikolai Anderson: Probe einer vergleichenden Grammatik der ugrofinnischen und indogermanischen Sprachen. Dorpat, 1876
- Nikolai Anderson: Studien zur Vergleichung der ugrofinnischen und indogermanischen Sprachen. H. Laakmann, Dorpat, 1879/1891
- Nikolai Anderson: Wandlungen der anlautenden dentalen Spirans im Ostjakischen. In: Mémoires de l'Académie impériale des sciences de St.-Pétersbourg. Russische Akademie der Wissenschaften, Sankt Petersburg, 1893

## Auszeichnungen
- Kaiserlich Russischer Orden der Heiligen Anna 3. Klasse[2] (verliehen 1877)[3]
- Kaiserlich Russischer Orden des Heiligen Stanislaus 2. Klasse (verliehen 1885)[3]
- Kaiserlich Russischer Orden der Heiligen Anna 2. Klasse (verliehen 1889)[3]
- Kaiserlich Russischer Orden des Heiligen und Apostelgleichen Großfürsten Wladimir 4. Klasse (verliehen 1904)[3]

## Weblink
- Baltische Historische Kommission (Hrsg.): Eintrag zu Anderson, Nikolai. In: BBLD – Baltisches biografisches Lexikon digital